# Белен-де-лос-Андакиес
Беле́н-де-лос-Андаки́ес — муниципалитет и город в колумбийском департаменте Какета.

## История

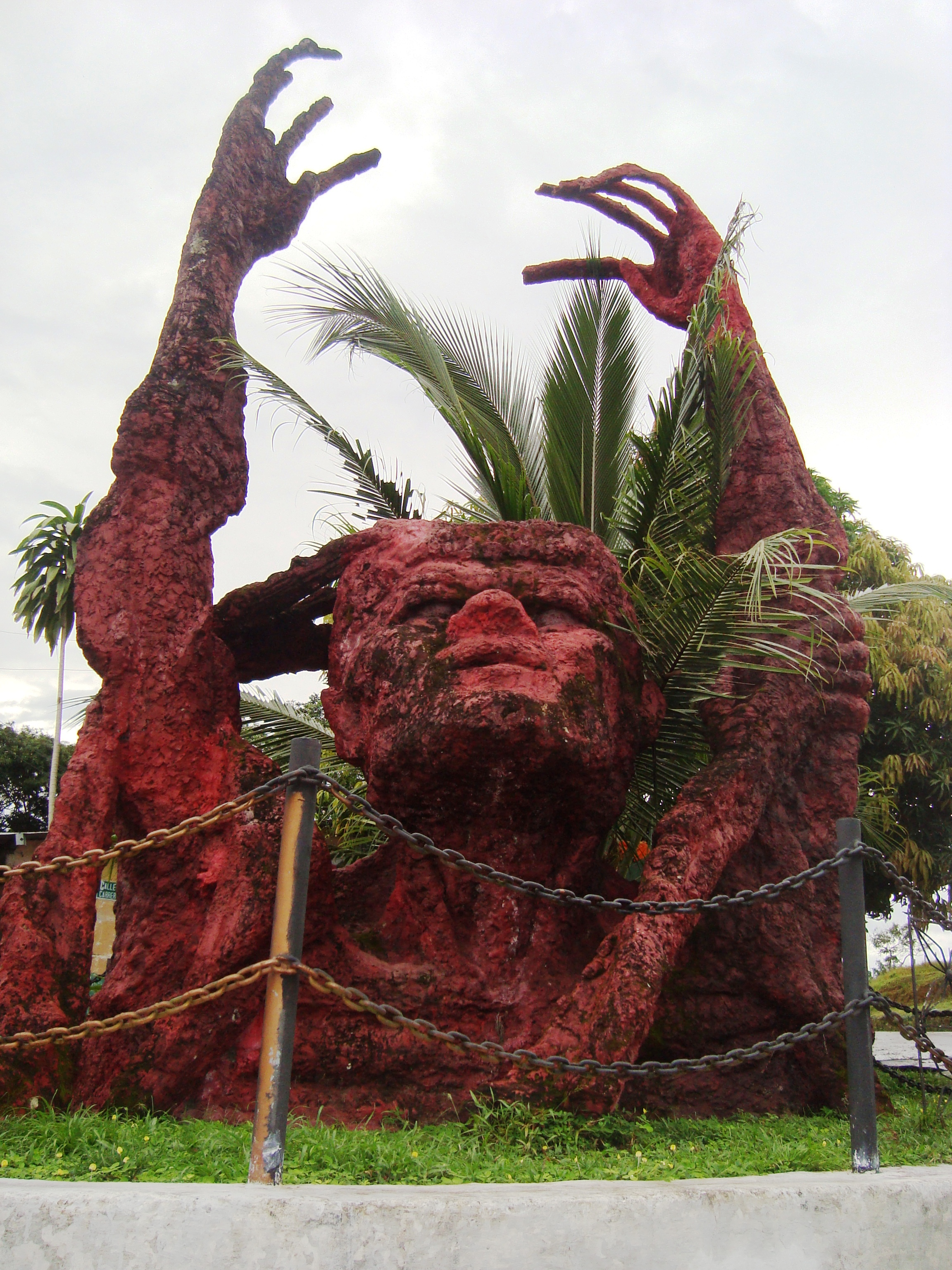
«Последний андаки», Эмиро Гарсон (Emiro Garzón)

Миссионер Хасинто Мария де Кито (исп. Jacinto Maria de Quito) основал Белен-де-лос-Андакиес 17 февраля 1917 года, назвав его в честь центра христианского паломничества — Вифлеема (исп. Belén), и населявшего эту территорию народа андаки (исп. andaquí), уничтоженного в середине XVIII века, с расширением территории добычи хинного дерева и каучука. Первоначально муниципалитет включал в себя территории современных муниципалитетов Курильо, Сан-Хосе-дель-Фрагуа, Морелия и Альбания. К 1920 году в муниципалитете проживало 1000 человек, были возведены часовня и женский монастырь. Во время колумбийско-перуанской войны в муниципалитете были размещены войска; многие военнослужащие решили остаться в муниципалитете после окончания боевых действий.

## Население
| 2005    | 2006    | 2007    | 2008    | 2009    | 2010    | 2011    | 2012    |
| ------- | ------- | ------- | ------- | ------- | ------- | ------- | ------- |
| 11 081  | ↗11 148 | ↗11 179 | ↗11 212 | ↗11 249 | ↗11 282 | ↗11 334 | ↗11 381 |
| 2013    | 2014    | 2015    | 2016    | 2017    | 2018    | 2019    | 2020    |
| ↗11 428 | ↗11 479 | ↗11 541 | ↗11 601 | ↗11 663 | ↗11 721 | ↗11 780 | ↗11 836 |

## География

### Климат
| Показатель                                                                                     | Янв.  | Фев.  | Март  | Апр.  | Май   | Июнь  | Июль  | Авг.  | Сен.  | Окт.  | Нояб. | Дек.  | Год    |
| ---------------------------------------------------------------------------------------------- | ----- | ----- | ----- | ----- | ----- | ----- | ----- | ----- | ----- | ----- | ----- | ----- | ------ |
| Средний суточный максимум, °C                                                                  | 30,5  | 29,9  | 29,3  | 28,8  | 28,6  | 27,9  | 27,8  | 28,6  | 28,6  | 29,6  | 29,6  | 29,9  | 29,1   |
| Средняя температура, °C                                                                        | 26,3  | 25,9  | 25,7  | 25,5  | 25,3  | 24,8  | 24,5  | 24,9  | 25,2  | 25,7  | 25,9  | 26,0  | 25,5   |
| Средний суточный минимум, °C                                                                   | 22,1  | 22,0  | 22,2  | 22,2  | 22,1  | 21,7  | 21,3  | 21,3  | 21,8  | 21,9  | 22,2  | 22,2  | 21,9   |
| Среднее число солнечных часов в месяц                                                          | 11    | 13    | 20    | 22    | 23    | 22    | 21    | 17    | 15    | 17    | 17    | 14    | 212    |
| Норма осадков, мм                                                                              | 150,6 | 267,3 | 391,8 | 486,7 | 515,1 | 501,9 | 396,0 | 304,9 | 310,1 | 312,3 | 315,6 | 273,3 | 4189,7 |
| Источник: Promedios Climatológicos 1981 - 2010 (исп.) (XLSX). Дата обращения: 15 августа 2021. |       |       |       |       |       |       |       |       |       |       |       |       |        |

## Национальный парк «Альто-Фрагуа-Инди-Васи»
Национальный парк «Альто-Фрагуа-Инди-Васи» (исп. Alto Fragua Indi Wasi) был создан 25 февраля 2002 года и занимает площадь 77 336 гектаров, из которых 30 % принадлежит муниципалитету Белен-де-лос-Андакиес. «Инди-Васи» (исп. Indi Wasi) на инганском кичуа означает «дом солнца» (исп. casa del sol). Национальный парк расположен в 60 километрах к юго-западу от Флоренсии, департамент Какета, в междуречье рек Пескадо и Фрагуа-Гранде. На территории национального парка располагаются истоки рек Пескадо, Сарабандо, Сан-Луис, Сан-Хуан, Бодокерито и других.

## Экономика
Основное направление экономики муниципалитета — сельское хозяйство, как растениеводство: выращивание бананов, маниока, сахарного тростника, какао и кукурузы, — так и животноводство.